# Андерссон, Ниссе
Ниссе Андерссон (швед. Nisse Andersson; 28 августа 1941) — шведский футболист и тренер.

## Биография
В качестве игрока выступал за «Юргорден». Провел один матч за молодежную сборную Швеции. После завершения карьеры Андерссон в качестве тренера долгие годы работал с юношескими и молодежной сборной страны, которую он возглавлял около 25 лет. В 1992 году возглавлял «тре крунур» на Олимпийских играх в Барселоне. В футбольном турнире шведы заняли пятое место. Помимо этого специалист некоторое время являлся наставником клуба АИК, а в 1990 году исполнял обязанности главного тренера сборной Швеции.